# Dorian Gray
Dorian Gray je britský film natočený v roce 2009 podle románu Obraz Doriana Graye spisovatele Oscara Wildea. Režisérem snímku je Oliver Parker, scenárista je Toby Finlay a hlavními hrdiny jsou Ben Barnes v roli Doriana Graye a Colin Firth jako Lord Henry Wotton.
Natáčení probíhalo od léta do října roku 2008 v londýnském studiu Ealing a na dalších místech v Londýně.

## Děj filmu
Příběh začíná, když mladý a naivní Dorian Gray přijíždí vlakem do viktoriánského Londýna, aby převzal po svém tyranském dědečkovi jeho majetek, a ihned je stržen do víru společnosti lordem Henry Wottonem, který Dorianovi ukáže všechny rozkoše města. Lordův přítel Basil Hallward, který je malířem, namaluje Doriana na velké plátno, aby navždy zachytil plnou moc jeho mladistvé krásy. Když Dorian obraz poprvé spatří, vyřkne prostořeké přání: Dal by vše za to, aby vypadal stále jako na malbě, dokonce i svou duši!
Dorian se potká a ihned zamiluje do nadějné mladé herečky Sybily Vaneové a po pár týdnech chození ji požádá o ruku. Lord Henry řekne Dorianovi, že mít děti je vlastně začátek konce, a poté co spolu navštíví nevěstinec Dorian Sybilu opustí. Ta se kvůli zlomenému srdci rozhodne utopit v jezeře. Dorian se o její smrti dozví od jejího bratra Jamese následující den zároveň i s informací, že Sybila byla těhotná. V zápalu vzteku se Jim pokusí zabít Doriana, ale policie ho včas zastaví a spoutaného odvede. Dorianův zármutek brzy zmizí poté, co ho Lord Wotton přesvědčí o tom, že vše jsou pouhé prožitky a nemají žádné následky. Jeho požitkářský životní styl se zhorší a oddělí ho od starostlivého přítele Basila Hallwarda.
Jednoho večera se Dorian vrátí domů a poté co spatří portrét zjistí, že je celý pokřivený a škaredý. Brzy pochopí, že jeho prostořeké přání se splnilo – zatímco Dorian zůstává stále stejný, jeho portrét stárne za něj a jeho hříchy se na něm rovněž vyobrazují. Netrvá to dlouho a kletba prodchnutá portrétem začne být vážná, což má za následek Hallwardovu brutální vraždu poté, co umělec odhalí jeho tajemství. Dorian rozčtvrtí kousky jeho těla a zahodí je do řeky Temže, ale ostatky jsou brzy objeveny a Basil je nakonec pohřben.
Gray se rozhodne odejít z Londýna a cestovat po světě a pozve i lorda Wottona, ale ten odmítne kvůli těhotenství jeho manželky.
Po 25 letech Dorian omráčí každého na party svým nezměněným mladistvým vzhledem. Také se setkává s Emily, což je dcera Lorda Wottona. Brzy se sblíží, což se jejímu otci samozřejmě nelíbí.
Ačkoli se zdá, že po trávení času s Emily má Dorian skutečný zájem se změnit, věci se komplikují, když je konfrontován Jimem, který se i nadále snaží pomstít za smrt své sestry. Přes Dorianovy pokusy uvést Jima v omyl poukazem na jeho zjevný věk, Jim i přes to odhalí jeho skutečnou identitu, ale je zabit vlakem při pronásledování Doriana v londýnském metru. Mezitím, když se Gray připravuje na odchod z Londýna s Emily, podezření lorda Henryho se potvrdí, když si po prohlédnutí staré fotografie vzpomene, jak Dorianovi navrhl, aby vyměnil svou duši za věčné mládí a krásu.
Vloupá se do Dorianova domu a objeví skrytý portrét, je však chycen než může portrét odhalit. Když se ho Dorian pokusí přesvědčit o pravosti jeho citů k Emily, lord Henry najednou objeví v krabici zakrvácenou šálu Basila. To vede Doriana k prohlášení, že je zosobněním života, který si Lord Henry velmi přál, ale neodvážil se ho naplnit. Dorian je plný hněvu a zármutku a snaží se Lorda Henryho uškrtit, ale je rozptýlen zavoláním Emily a lord Henry ho srazí stranou a odhalí portrét.
Znechucen a zděšen zkrouceným pohledem na plátně vrhá lord Henry na portrét zapálenou lampu, díky níž vše vzplane, a poté zamkne bránu podkroví, aby zajistil, že Dorian i portrét budou zničeni. Emily prosí Doriana o klíč, ale ten jí místo toho vyzná svou lásku a otočí se zády, zatímco lord Henry odtáhne svou dceru z hořícího sídla. Dorian se rozhodne ukončit své trápení a probodne portrét tyčí, což má za následek to, že je jeho tělo drasticky zestárne než půdu pohltí výbuch.
O několik měsíců později, po marném pokusu smíření se s Emily, zamíří lord Henry do svého podkroví, kde si nechal Dorianův portrét takový, jaký byl, když ho Hallward namaloval. Pochmurně prohlásí, že se na něj teď nikdo dívat nebude. Když poté vzápětí odejde, oči portrétu zazáří, což naznačuje, že je Dorianova duše stále naživu i po jeho smrti.

## Obsazení
| Ben Barnes       | Dorian Gray       |
| Colin Firth      | Lord Henry Wotton |
| Ben Chaplin      | Basil Hallward    |
| Rachel Hurd-Wood | Sibyl Vane        |
| Johnny Harris    | Jim Vane          |
| Rebecca Hall     | Emily Wotton      |
| Emilia Fox       | Victoria Wotton   |
| Fiona Shaw       | Agatha            |
| Maryam d'Abo     | Gladys            |
| Pip Torrens      | Victor            |
| Max Irons        | Lucius            |
| Douglas Henshall | Alan Campbell     |

## Hodnocení
Film obdržel smíšené hodnocení. Na webu Rotten Tomatoes má k roku 2020 hodnocení 44 %.